# Lonza (rivière)
Pour les articles homonymes, voir Lonza (homonymie).
La Lonza est une rivière du canton du Valais en Suisse, affluent du Rhône. 

## Parcours
La Lonza prend sa source à près de 2 230 m d’altitude sur le glacier de Lang (Langgletscher), au pied (du sud au nord, dans le sens antihoraire) : 
- du Schinhorn (3 797 m) ;
- du Sattelhorn (3 745 m) ;
- du Lötschenlücke (col glacé à 3 154 m qui donne accès vers le nord-est à d’autres glaciers, l’Aletschfirn, la Konkordiaplatz et l’Aletschgletscher) ;
- du Mittaghorn (3 893 m) ;
- du Grosshorn (3 754 m).

De sa source, la Lonza coule sur 22 km au fond du Lötschental jusqu’à sa confluence avec le Rhône à la cote de 626 m au niveau des villages de Gampel et de Steg.
Ses principaux affluents sont le Birchbach — en français « le Birch », venant du Birchgletscher (en français « glacier du Birch ») sur le Petit Nesthorn —, le Nästbach, le Tännbach, le Tännerbach, le Milibach, le Gisentella.

## Obstruction du cours d’eau après l'éboulement de mai 2025
À partir du 14 mai 2025, les hauteurs de Blatten, village traversé par la Lonza, sont placées sous surveillance en raison de signes annonciateurs d'un éboulement en provenance d’une zone proche de la partie sommitale du Petit Nesthorn (3 342 m, mont situé au sud-sud-est du village), sous le Bietschhorn (3 934 m). Les trois cents habitants du village sont évacués le 19 mai. Pendant plusieurs jours, des millions de mètres cubes de roches se détachent progressivement du Petit Nesthorn. Ils s'accumulent notamment sur le glacier du Birch, dont la vitesse d'écoulement augmente sous cette charge, au point d'atteindre dix mètres par jour.
Le 28 mai vers 15 h 30, ainsi alourdi, le glacier du Birch s’effondre, atteint le fond de la vallée de la Lonza et détruit la majeure partie du village,. D'importants volumes de glace, de roches et de terre, accumulés sur plusieurs mètres de haut, ont également pour effet de couper le cours de la Lonza. 
La Lonza étant ainsi obstruée par ces matériaux sur environ deux kilomètres de longueur, un lac se forme rapidement en amont de ce barrage naturel, et provoque l'inondation de plusieurs maisons initialement épargnées par l’éboulement.

### Sources
- Carte topographique, Swisstopo